# La Magdalena Tlaltelulco (kommun)
La Magdalena Tlaltelulco är en kommun i Mexiko.   Den ligger i delstaten Tlaxcala, i den sydöstra delen av landet, 100 km öster om huvudstaden Mexico City.
Följande samhällen finns i La Magdalena Tlaltelulco:
- La Magdalena Tlaltelulco